# Fajita
La fajita è un piatto tipico della cucina messicana.

## Descrizione
Si tratta di piccoli bocconcini di carne (petto di pollo o carne di manzo, oppure entrambe) con peperone, cipolla, spezie, peperoncino piccante, paprica, e origano.
La carne di manzo è fatta marinare per permettere una cottura più rapida e maggiore morbidezza della stessa, mentre il petto di pollo può essere utilizzato fresco. I peperoni e le cipolle sono tagliati a strisce piuttosto spesse e fatti soffriggere in un filo d'olio. Raggiunto un grado medio di cottura va aggiunta la carne, anch'essa tagliata a strisce. Dopo qualche minuto è il momento delle spezie. La salatura è facoltativa e comunque solamente a fine cottura, che sarà di pochi minuti (due per il manzo, sette o otto per il pollo, dall'introduzione della carne).
Questa preparazione può essere servita in svariati modi: in un piatto caldo accompagnata da riso, fagioli o verdure grigliate, oppure adagiata su una tortilla che sarà poi avvolta attorno alla fajita.